# La Ferté-Saint-Cyr
La Ferté-Saint-Cyr és un municipi francès, situat al departament del Loir i Cher i a la regió de Centre – Vall del Loira. L'any 2007 tenia 966 habitants.

## Demografia

### Població
El 2007 la població de fet de La Ferté-Saint-Cyr era de 966 persones. Hi havia 408 famílies, de les quals 99 eren unipersonals (55 homes vivint sols i 44 dones vivint soles), 162 parelles sense fills, 123 parelles amb fills i 24 famílies monoparentals amb fills.
La població ha evolucionat segons el següent gràfic:
Habitants censats

### Habitatges
El 2007 hi havia 555 habitatges, 410 eren l'habitatge principal de la família, 104 eren segones residències i 41 estaven desocupats. 518 eren cases i 35 eren apartaments. Dels 410 habitatges principals, 305 estaven ocupats pels seus propietaris, 90 estaven llogats i ocupats pels llogaters i 15 estaven cedits a títol gratuït; 3 tenien una cambra, 19 en tenien dues, 60 en tenien tres, 87 en tenien quatre i 241 en tenien cinc o més. 333 habitatges disposaven pel capbaix d'una plaça de pàrquing. A 161 habitatges hi havia un automòbil i a 214 n'hi havia dos o més.

### Piràmide de població
La piràmide de població per edats i sexe el 2009 era:
| Homes | Edats   | Dones |
| ----- | ------- | ----- |
| 0     | 95 o +  | 0     |
| 0     | 90 a 94 | 0     |
| 8     | 85 a 89 | 8     |
| 8     | 80 a 84 | 16    |
| 24    | 75 a 79 | 32    |
| 16    | 70 a 74 | 12    |
| 36    | 65 a 69 | 16    |
| 32    | 60 a 64 | 28    |
| 32    | 55 a 59 | 32    |
| 24    | 50 a 54 | 24    |
| 28    | 45 a 49 | 28    |
| 44    | 40 a 44 | 48    |
| 24    | 35 a 39 | 28    |
| 28    | 30 a 34 | 32    |
| 16    | 25 a 29 | 12    |
| 16    | 20 a 24 | 16    |
| 40    | 15 a 19 | 16    |
| 28    | 10 a 14 | 56    |
| 36    | 5 a 9   | 8     |
| 20    | 0 a 4   | 28    |

## Economia
El 2007 la població en edat de treballar era de 607 persones, 444 eren actives i 163 eren inactives. De les 444 persones actives 418 estaven ocupades (236 homes i 182 dones) i 26 estaven aturades (10 homes i 16 dones). De les 163 persones inactives 85 estaven jubilades, 33 estaven estudiant i 45 estaven classificades com a «altres inactius».

### Ingressos
El 2009 a La Ferté-Saint-Cyr hi havia 412 unitats fiscals que integraven 984,5 persones, la mediana anual d'ingressos fiscals per persona era de 19.549 €.

### Activitats econòmiques
Dels 56 establiments que hi havia el 2007, 2 eren d'empreses extractives, 1 d'una empresa alimentària, 3 d'empreses de fabricació d'altres productes industrials, 11 d'empreses de construcció, 6 d'empreses de comerç i reparació d'automòbils, 5 d'empreses de transport, 6 d'empreses d'hostatgeria i restauració, 1 d'una empresa d'informació i comunicació, 3 d'empreses financeres, 4 d'empreses immobiliàries, 6 d'empreses de serveis, 2 d'entitats de l'administració pública i 6 d'empreses classificades com a «altres activitats de serveis».
Dels 15 establiments de servei als particulars que hi havia el 2009, 1 era una oficina de correu, 1 una oficina bancària, 1 taller de reparació d'automòbils i de material agrícola, 1 paleta, 2 guixaires pintors, 2 fusteries, 1 lampisteria, 2 electricistes, 1 perruqueria, 1 veterinari, 1 restaurant i 1 agència immobiliària.
Dels 2 establiments comercials que hi havia el 2009, 1 era una botiga de menys de 120 m² i 1 una fleca.
L'any 2000 a La Ferté-Saint-Cyr hi havia 8 explotacions agrícoles.

## Equipaments sanitaris i escolars
El 2009 hi havia una escola elemental.

## Poblacions més properes
El següent diagrama mostra les poblacions més properes.